# Les Auxons
Les Auxons – gmina we Francji, w regionie Burgundia-Franche-Comté, w departamencie Doubs. W 2013 roku liczba ludności wynosiła 2560 mieszkańców. 
Gmina została utworzona 1 stycznia 2015 roku z połączenia dwóch ówczesnych gmin: Auxon-Dessous oraz Auxon-Dessus. Siedzibą gminy została miejscowość Auxon-Dessus.